# 鄭雄男
鄭 雄男 (チョン・ウンナム、朝: 정웅남, 1951年 - ) は、日本のランドスケープアーキテクト。

## 人物と経歴
神戸市生まれ。関西大学中退。
大学在学中 当時激しい学生運動の大学ではロックアウトで授業もなく、幼年期から神戸六甲の裏山に遊び、自然を描くのが大好きだったこともあり、インテリアデザインの専門学校にも通っていたので、ランドスケープの世界に進む。
姉たちはファッションモデル、おじは韓国三大財閥のひとつの社長という華やかな家庭にあって、太宰治の作品を愛読、同人誌『声(ソリ) 七·四会』に文学評論を載せ、ベ平連 (1965-74) にも参加する社会正義に純粋な文学青年であったという。
宮本環境設計事務所を経て、東急グループの高村造園に入社。1978年に苑環境計画室を開設。1986年より(株)苑環境計画代表に就任。技術士。登録ランドスケープアーキテクト(RLA)。ランドスケープアーキテクト連盟(JLAU)元理事 JLAU会員名簿。

## 著書・受賞・作品
- 1991年、商環境デザイン賞(共同)[3]
- 1995年、「恵庭カントリー倶楽部」でさいたまアリーナ設計協技審查員特別賞(共同)
- 1996年、「ツインフィールズのウォーターガーデン」で日本造園コンサルタント協会賞[1]
- 1998年、日本造園コンサルタント協会賞
- 2000年、「ツインフィールズ」「東急ドエルプレステージ等々カ」で日本造園学会造園作品選抜2000入選[4]
- 2002年、ノルウェー.ベルゲン大学ガーデンデザインコンペ、ファイナリスト、CLA賞優秀賞
- 2004年、豊洲「キャナルワーフタワーズ」で日本造園学会造園作品選抜2004入選[4]
- 2008年、「ヴァンジ彫刻庭園美術館」で日本造園学会造園作品選抜2008入選[5]。クレマチスホワイトガーデン 、グッドデザイン賞
- 2009年、「キャビタルマークタワー」で港区みどりの街づくり賞

その他の主な作品に、1978年国営沖縄海洋博記念公園「ちびっことりで」(高野文彰と共同)、1980 年国営昭和記念公園文化施設広場(高野文彰と共同)、1981年マレーシア国シャーアラーム、レイク&パーク、センターレークゾーン&ウォーターフォール(共同)、1984年国営昭和記念公園さざなみ広場(共同)、1986年 相模原「ふれあい科学館」/茨城県近代美術館(共同)/洋画家中村彝アトリエ庭園、1987年 国営武蔵丘陵森林公園「ウォーターランド」(共同)、1990年 国際花と緑の博覧会「政府苑」(共同)/惠庭カントリー倶楽部、1990~ 1997年史跡琵琶湖疏水蹴上インクライン文化財調查 (解体~復元) 、1991年 世田谷区仙川の橋づくり(共同)/ゴルフクラブツインフィールズのウォーターガーデン、1992 年The 軽井沢プロジェクト、1994年 洲本ミュージアムパーク基本設計、1996年 白州名水公園 水の庭園基本設計/東急プレステージ等々カ、1998年 国立コートガーデン(水辺のガーデニング)、等、多数。

## 参考
- 鄭雄男 (163847733662534) - Facebook